# Mbed
Mbed는 32비트 ARM Cortex-M 마이크로 컨트롤러 개발을 위한 인터넷 플랫폼 및 온라인 운영 체제이다. 이러한 플랫폼은 Internet of Things 장치라고도 불린다. 이 프로젝트는 arm과 기술 파트너가 공동으로 개발했다.

## ARM Cortex-M 코딩
ARM Cortex-MX 계열의 코딩및 빌드를 위해 온라인상으로 IDE및 컴파일을 제공하고있다.

## 같이 보기
- 칸아카데미